# کرم تزریق اسکریپت از طریق وبگاه
کرم XSS، که گاهی به عنوان یک ویروس تزریق کننده کد شناخته می‌شود، یک ابزار مخرب (و یا گاهی اوقات غیر مخرب) است، معمولاً این کرم با جاوا اسکریپت نوشته می‌شود، که با استفاده از نقض امنیتی مرورگر، با انتشار خود در میان بازدید کنندگان یک وب سایت، تلاش به تدریج آلوده کردن بازدید کنندگان دیگر می‌کند. آن‌ها اولین بار در ارتباط با یک آسیب‌پذیری اسکریپتی متقابل سایت Hotmail در سال ۲۰۰۲ ذکر شدند.

## مفهوم
کرم‌های XSS از یک آسیب‌پذیری امنیتی که به عنوان یک اسکریپت بین سایتی شناخته می‌شوند (یا واژه XSS برای مخفف آن) در یک وبسایت سوء استفاده می‌کنند و بسته به آسیب‌پذیری، کاربر را آلوده می‌کنند. این ویژگی‌های سایت همچون پروفایل‌ها و سیستم‌های چت می‌تواند توسط کرم‌های XSS به دلیل ناقص بودن یا به دلیل عدم توجه به امنیت تحت تأثیر قرار گیرند. اغلب این کرم‌ها به یک وب سایت خاص اختصاص دارند، که به سرعت توسط جستجو آسیب‌پذیری‌های خاص گسترش می‌یابد.
آسیب‌پذیری‌های اسکریپت بین سایتی معمولاً در قالب کرم‌ها در وب سایت‌های محبوب اجتماعی یا تجاری مانندMySpace، Yahoo! Orkut, Justin.tv: Facebook و Twitter یافت می‌شوند. این کرم‌ها می‌توانند برای اهداف مخرب مورد استفاده قرار گیرند، و به مهاجم اجازه می‌دهد که اطلاعات شخصی ارائه شده به وب سایت، مانند گذرواژه‌ها و شماره‌های کارت اعتباری را سرقت کند.
چندین کرم تزریق‌کننده کد که بر وب سایت‌های محبوب تأثیر گذاشته‌است.

### کرم samy
کرم Samy، بزرگترین شناخته شده کرم تزریق‌کننده کد است که بیش از ۱ میلیون پروفایل MySpace را در کمتر از ۲۰ ساعت آلوده کرده بود. نویسنده ویروس، مورد محاکمه قرار گرفت و وارد توافق‌نامه ای علیه اتهام جنایی شد.

### کرم justin.tv

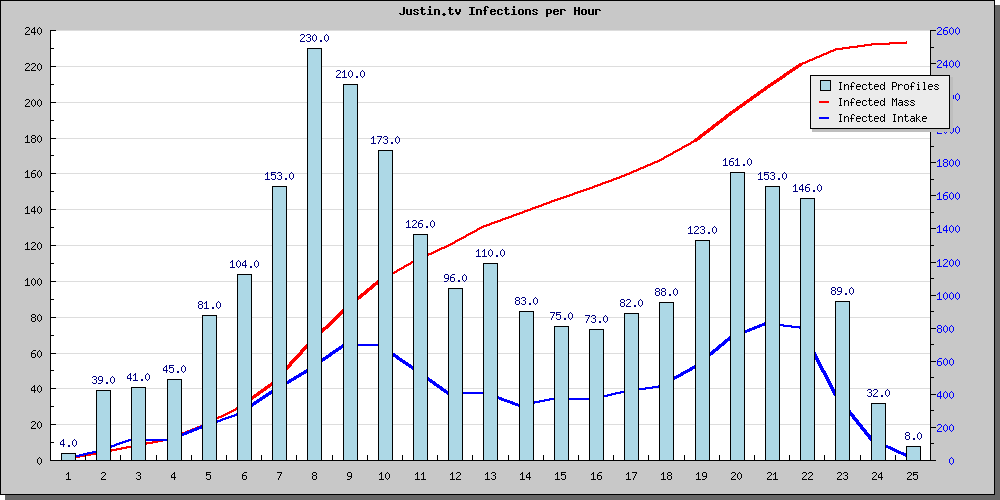
نمودار نشان می‌دهد روند عملکرد پیشرفت کرم تزریق کننده که به ۲۵۲۵ کاربر سایت justin.tv ضربه وارد کرده‌است.

Justin.tv یک وب سایت ویدئویی است که در حدود ۲۰ هزار کاربر فعال دارد. آسیب‌پذیری اسکریپتی بین سایتی که مورد سوءاستفاده قرار گرفت، این بود که فیلد "موقعیت جغرافیایی" که به درستی و طبق اصول در حساب‌های کاربری بارگذاری نشده بود، مورد تجسس قرار گرفت.
فیلد "موقعیت جغرافیایی" که در صفحه باگذاری شده بود ولی نه به عنوان یک فیلد قابل رویت در بدنه صفحه. این بدان معناست که نویسندگان کرم، به منظور دستیابی برای افزایش طول عمر و گسترش کرم به صورت مخفیانه، مجبور بودند که XXSهای خود را از عنوان صفحه در کدهای کرم بردارند، در حالی که در میان کامنت‌ها مخفی شده بودند.
پپس از توسعه مناسب کرم، تقریباً در روز شنبه، ۲۸ ژوئن ۲۰۰۸ ۲۱:۵۲:۳۳ اجرا شد و در تاریخ Sun، ۲۹ ژوئن ۲۰۰۸ ۲1:12:21 UTC تکمیل شد. از آنجا که وب سایت اجتماعی مورد هدف آن چنان فعال نبود (در مقایسه با سایر اهداف کرم محبوب تزریق‌کننده کد)، کرم در مجموع حدود ۲۵۲۵ پرونده را به مدت ۲۴ ساعت آلوده کرده‌است..
این کرم چند ساعت قبل از برداشت موفقیت‌آمیز، پیدا شد و براساس اطلاعاتی که ثبت شده بود (با توجه به اهداف اولیه کرم برای تحقیق)، کرم قادر به آلوده کردن پروفایل‌های آلوده نشده بود، که این اتفاق پس از اجرای سریع و بی دقت توسعه دهندگان Justin.tv اتفاق افتاد. پس از اصلاح آسیب‌پذیری، کرم پاکسازی شده و آن‌ها قادر بودند به راحتی کرم را حذف کنند. با این حال، این نشان دهنده توانایی کرم برای انطباق و گسترش حتی پس از یک ضد حمله است.
سایر عوامل خاص که توسط نمودارها و اطلاعات منتشر شده توسط مهاجمان نشان داده می‌شود، شامل فعالیت اجتماعی و عدم دسترسی کاربران جدید و آلوده نشده در دوره‌های زمانی است.

### کرم "Orkut "Bom Sabado
Orkut، یک شبکه اجتماعی است، که توسط یک کرم تزریق‌کننده نیز مورد حمله قرار گرفت. کاربران آلوده شده، یک تکه کلمه شامل "Bom Sabado" (در پرتغالی، به معنای "شنبه مبارک") دریافت می‌کردند. گوگل هنوز در مورد وضعیت اظهار نظر نکرده‌است.